# Золотистая картофельная нематода
Золоти́стая карто́фельная немато́да (лат. Globodera rostochiensis) — узкоспециализированный вид нематод, который паразитирует на корнях картофеля и томатов, поражает другие растения из семейства паслёновых.
Развитие картофельной нематоды происходит в корнях растения-хозяина. Больные растения образуют слабые стебли, которые преждевременно желтеют. Клубней образуется мало, они мелкие, а иногда совсем отсутствуют.
Картофельная нематода особенно значительный ущерб наносит на приусадебных участках и на полях с сокращённым севооборотом, где картофель выращивается бессменно или возвращается на прежнее место на второй-третий год. Потери урожая могут составлять 30—80 %. Кроме прямых потерь, есть потери, обусловленные запретом или ограничением перевозки продукции из зон заражения, поскольку картофельная нематода является объектом внешнего и внутреннего карантина.
Распространяется картофельная нематода в основном в стадии цист, которые прилипают к предметам, соприкасающимся с зараженным грунтом, и переносятся на любые расстояния. Обычно цисты переносятся с посадочным материалом, с почвой, оставшейся на клубнях, корнеплодах и луковицах, дождевыми водами и ветром.
Нематоды — раздельнополые животные. У самок имеются парные яичники, яйцеводы, матка и непарное половое отверстие, которое открывается на брюшной стороне тела. У самца — один семенник, переходящий в семяпровод. Он впадает в заднюю кишку перед самым анальным отверстием. Оплодотворение внутреннее. У самца есть подвижные кутикулярные иголочки, с помощью которых он вводит сперматозоиды в половое отверстие самки.
Происходит из Анд Южной Америки. Впервые в Европе найдена в 1913 году в Германии вместе с импортированным картофелем. Также найдена в Африке, Азии и Австралии. В США впервые обнаружена в 1941 году, в Канаде — в 1960-х годах, в Мексике — в 1970-х.